# Les Nouveaux Professionnels
 (février 2023).
Si vous disposez d'ouvrages ou d'articles de référence ou si vous connaissez des sites web de qualité traitant du thème abordé ici, merci de compléter l'article en donnant les références utiles à sa vérifiabilité et en les liant à la section « Notes et références ».
Les Nouveaux Professionnels (CI5: The New Professionals) est une série télévisée britannique en treize épisodes de 50 minutes, créée par Brian Clemens et diffusée entre le 19 septembre et le 19 décembre 1999 sur le réseau Sky One.
En France, la série a été diffusée entre le 23 avril et le 26 juin 2000 sur M6.

## Synopsis
Remake des Professionnels, cette série met en scène les agents de la CI5 (Criminal Intelligence 5), une organisation secrète britannique devenue internationale.

## Distribution
- Edward Woodward : Harry Malone
- Colin Wells (en) : Sam Curtis
- Kal Weber : Chris Keel
- Lexa Doig : Tina Backus
- Adrian Irvine : Spencer

## Épisodes
1. Retour en force (Back to Business)
2. Destination Tripoli (Phoenix)
3. Mission au Cap (Tusk Force)
4. Direct mondial (Hostage)
5. Dernier combat en Louisiane (First Strike)
6. Menace sur Tokyo (Samurai Wind)
7. Europe en péril (Skorpion)
8. Escale en Virginie (Choice Cuts)
9. Le Repenti de Naples (Miss Hit)
10. Objectif : Paris (Orbit)
11. Trafic (High Speed)
12. Les Nostalgiques du troisième Reich (Souvenir)
13. Danger de mort à Washington (Glory Days)